# Voor een verre prinses
Voor een verre prinses is het vierde studioalbum van Herman van Veen, verschenen in 1970. Deze plaat werd opgenomen in de DES Studio in Brussel in 1970. Van de plaat werden twee liedjes op singles uitgebracht, te weten Rozegeur en De Vluchteling. 

## Nummers
| Nr. | Titel                           | Schrijver(s)                    | Duur |
| --- | ------------------------------- | ------------------------------- | ---- |
| 1.  | Voor een verre prinses          | Herman van Veen, Willem Wilmink | 2:15 |
| 2.  | Jacob Olle                      | Herman van Veen, Rob Chrispijn  | 6:45 |
| 3.  | Zuinig met haar zinnen          | Chris Pilgram, Rob Chrispijn    | 2:30 |
| 4.  | Vader krijgt                    | Herman van Veen, Rob Chrispijn  | 3:30 |
| 5.  | Ik ben blij dat je kwam (Alice) | D. Cooper, Rob Chrispijn        | 3:10 |
| 6.  | Alles                           | Herman van Veen, Rob Chrispijn  | 3:45 |

| 1.                 | De Vluchteling (The partisan) | Anna Marly, Hy Zaret, Rob Chrispijn | 4:05 |
| 2.                 | Pluk de dag                   | Herman van Veen, Rob Chrispijn      | 3:15 |
| 3.                 | De lindelaan                  | Herman van Veen                     | 2:45 |
| 4.                 | Lekker is                     | Herman van Veen, Rob Chrispijn      | 1:20 |
| 5.                 | Toe nou                       | Herman van Veen, Rob Chrispijn      | 1:40 |
| 6.                 | Rozegeur                      | Herman van Veen, Rob Chrispijn      | 4:40 |
| Totale duur: 39:17 |                               |                                     |      |

## Muzikanten
De credits op de oorspronkelijke langspeelplaat vermeldden:
- Oscar Denayer - accordeon
- Marleen Bayens - cello
- Het Groot Harlekijns Mannenkoor - koor
- Dick Heinen - drums
- Jan van der Voort - gitaar, basgitaar
- Willy Van De Walle - harmonica
- Odile Tackoen - harp
- Erik van der Wurff - orgel, piano, basgitaar
- Laurens van Rooyen - piano
- Hans van Baaren - piano
- Herman van Veen - ritme gitaar, recorder akoestische fluit
- Frans van Dijk - trombone
- Hans Koppes - trombone
- Hubert Kalkman - trombone
- Janot Morales - trompet